# Mars 2026
Cette page présente les faits marquants du mois de mars 2026.

## Événements
- 6 au 15 mars : Jeux paralympiques d'hiver à Milan et Cortina d'Ampezzo (Italie).
- 23 au 29 mars : championnats du monde de patinage artistique à Prague (Tchéquie).
- mars : élections municipales en France.